# Аради, Виктор
Виктор Аради (венг. Aradi Viktor, в СССР: Виктор Викторович Аради, Иван Иванович Орджи 22 февраля 1883 – 1937) – венгерский и советский геолог, революционер, разведчик, историк и публицист, участник Первой мировой войны. 

## Биография
Родился в г. Пынкота Королевства Румыния в семье служащего. По национальности румын. Владел венгерским и немецким языками. Беспартийный. С 1902 г. по 1905 г. будучи студентом Будапештского университета в Австро-Венгерской империи изучал геологию и участвовал в работе Общества социальных наук. После окончания университета работал геологом в нефтедобывающих компаниях в Бухаресте. В 1906 г. принял участие в разведке нефтяных месторождений долины Прахова. Изучая добычу полезных ископаемых в Трансильвании, обратил внимание на бедность местного населения и начал исследовать их многовековую социальную борьбу. Кроме того он примкнул к буржуазно-радикальной группе Оскара Яси. С 1909 году активно публиковал научные статьи по геологии и экономике горного дела в венгерских, австрийских и румынских журналах в частности в журнале «Горное дело и металлургия», а также по истории и социальным проблемам, выпустил ряд книг. В своих исследованиях он в основном изучал прошлое и настоящее национального вопроса и клеймил репрессивную политику правящих кругов. Как журналист, он участвовал в главном судебном процессе по делу о русском расколе (1913) и написал ряд статей от имени обвиняемых. За свою деятельность был 12 раз арестован властями.
Участник Первой мировой войны. В 1914 г. мобилизован в австро-венгерскую армию и попал в плен. В русском плену встал на сторону революции. В 1919 г. вернулся из плена и возглавил цензурное управление от имени оккупационных королевских румынских войск. Будучи сотрудником румынских военных властей, он защищает левых журналистов от контрреволюционного террора. Также работал геологом-экспертом в Бухаресте. Осенью 1919 года он переехал в Клуж-Напоку, участвовал в организации бесплатной школы профсоюзов и запустил серию публикаций «Библиотека пролетариев». В 1926 году основал ежемесячный социалистический журнал с обзором социальных наук и социальной политики под названием «Общество будущего». С 1927 года Аради стал секретарем румынской секции Международной помощи трудящимся. В это время он стал советским военным разведчиком в Румынии: «По нашей линии работал ряд лет и зарекомендовал себя с хорошей стороны» (Урицкий, 1935), «наш заслуженный работник» (Артузов, 1935). Арестован в Бухаресте в октябре 1930 года. По некоторым данным, на судебном процессе держал себя «плохо». Приговорён к трем годам тюремного заключения.
После заключения эмигрировал со своей семьей в Советский Союз и в 1933-1934 гг. находился в распоряжении разведывательного управления Рабоче-крестьянской Красной армии. С октября 1934 г. геолог производственного объединения "Эмбанефть" в местности Макат в Казахстане. Научный сотрудник Геологической ассоциации Академии наук СССР.
Информация после 1937 года отсутствует.